# Plainfield (Massachusetts)
Plainfield és un poble dels Estats Units a l'estat de Massachusetts. Segons el cens del 2000 tenia 589 habitants.

## Demografia
Segons el cens del 2000, Plainfield tenia 589 habitants, 243 habitatges, i 166 famílies. La densitat de població era de 10,8 habitants/km².
Dels 243 habitatges en un 31,3% hi vivien nens de menys de 18 anys, en un 60,9% hi vivien parelles casades, en un 4,5% dones solteres, i en un 31,3% no eren unitats familiars. En el 25,9% dels habitatges hi vivien persones soles el 10,3% de les quals corresponia a persones de 65 anys o més que vivien soles. El nombre mitjà de persones vivint en cada habitatge era de 2,42 i el nombre mitjà de persones que vivien en cada família era de 2,92.
Per edats la població es repartia de la següent manera: un 24,8% tenia menys de 18 anys, un 4,2% entre 18 i 24, un 26,1% entre 25 i 44, un 31,9% de 45 a 60 i un 12,9% 65 anys o més.
L'edat mediana era de 42 anys. Per cada 100 dones de 18 o més anys hi havia 99,5 homes.
La renda mediana per habitatge era de 37.250 $ i la renda mediana per família de 46.042$. Els homes tenien una renda mediana de 31.625 $ mentre que les dones 26.875$. La renda per capita de la població era de 20.785$. Entorn del 4,8% de les famílies i el 8% de la població estaven per davall del llindar de pobresa.